# Botrány az ünnepségen
A Botrány az ünnepségen (The Tercentenary Incident) Isaac Asimov egyik sci-fi novellája, amely először az Ellery Queen magazin 1976. augusztusi számában jelent meg. Magyarul a Robottörténetek című novelláskötetben olvasható.
|  | Alább a cselekmény részletei következnek! |

## Történet
A novella a 2076. július 4-i ünnepséggel kezdődik, amelyen Hugo Allen Winkler – az Egyesült Államok elnöke – többek közt Lawrence Edwards szeme láttára füstté válik. Nem sokkal később azonban ismét előjön a háttérből, s közli, hogy a gyilkossági kísérlet áldozata valójában csak egy robot volt. Ezek után olyan dolgokról tart beszédet, amelyet egyáltalán nem vártak tőle, hiszen köztudottan nem volt egy határozott elnök.
A következő jelenet már két évvel később játszódik, amikor Edwards felkeresi Francis Janekot, s elbeszélget vele. Ebből a társalgásból tudjuk meg, hogy az elnök a merénylet utáni váltásnak köszönhetően összetartotta a szétesőben lévő Világszövetséget, s megnyerte a választásokat, amit két és fél évvel ezelőtt senki nem gondolt volna.
Edwards – aki az évforduló ünnepélyén a Szolgálatnak dolgozott – azonban a merénylet körülményei után nyomoz. Kifejti Janeknak, hogy személyes információi szerint az egyetlen fegyver, amivel a merényletet elkövethették, az egy porlasztó, ami az Államok szigorúan titkos kutatásai közé tartozik. Janek nem ismeri el, hogy tudna a fegyver létezéséről, de hagyja a másikat beszélni róla, aki folytatja. Edwards szerint az egyetlen, aki kicsempészhette, majd használhatta a fegyvert, az az elnök.
Felvetődik tehát, hogy az elnök utasítására lőtték le személyi robotját. Ennek azonban nem sok értelme lenne, hiszen ennyi erővel szét is szereltethette volna, és ekkor a nyilvánosság sem jön rá a helyettesre, pláne nem a háromszáz éves évfordulón. Edwards viszont elmondja, hogy ennek valóban nem lett volna értelme, viszont szerinte fordítva történt a dolog.
Elmélete szerint a szokásostól eltérően, a közönséghajhász Winkler elnök hasonmása helyett maga ment kezet fogni az összegyűlt emberekkel, de erről természetesen csak „helyettese”, a robot tudott (más nem engedte volna, hogy kockázatnak tegye ki magát). Ekkor bízott meg az valakit, hogy a porlasztóval atomizálja az elnököt, így azonosítani sem lehet, hogy valóban a robot halt-e meg. Az első törvényt megkerülte, ugyanis az elnök leváltása több milliárd embernek tesz jót, egy ellenében. Azzal érvel, hogy az elnök sohasem iszik, és meglehetősen megváltozott a hozzáállása a merénylet napján. Ha Janek figyel, maga is észreveheti azokat a jellemzőket, amik nem vallanak emberre. A robotot viszont el kéne távolítani a vezető pozícióból, nehogy precedensértékű legyen uralkodása. S ezzel elbúcsúzik a két férfi.
Amikor Janek egyedül marad, elgondolkozik a dolgokon, de nem olyan irányba, ahogy Edwards várta volna, ugyanis ő is robot. Tehát úgy dönt, hogy az egyedüli megoldás az önmegsemmisítés. A másik robotnak nem is szól, az előző küldetés sem volt túlságosan ínyére.

## Megjelenések

### angol nyelven
1. Ellery Queen, 1976. augusztus
2. The Bicentennial Man and Other Stories (Doubleday, 1976)
3. The Complete Robot (Doubleday, 1982)
4. The Robot Collection (Doubleday, 1983)

### magyar nyelven
1. Robottörténetek, I. kötet (Móra, 1993, ford.: F. Nagy Piroska)